# Robin Clark

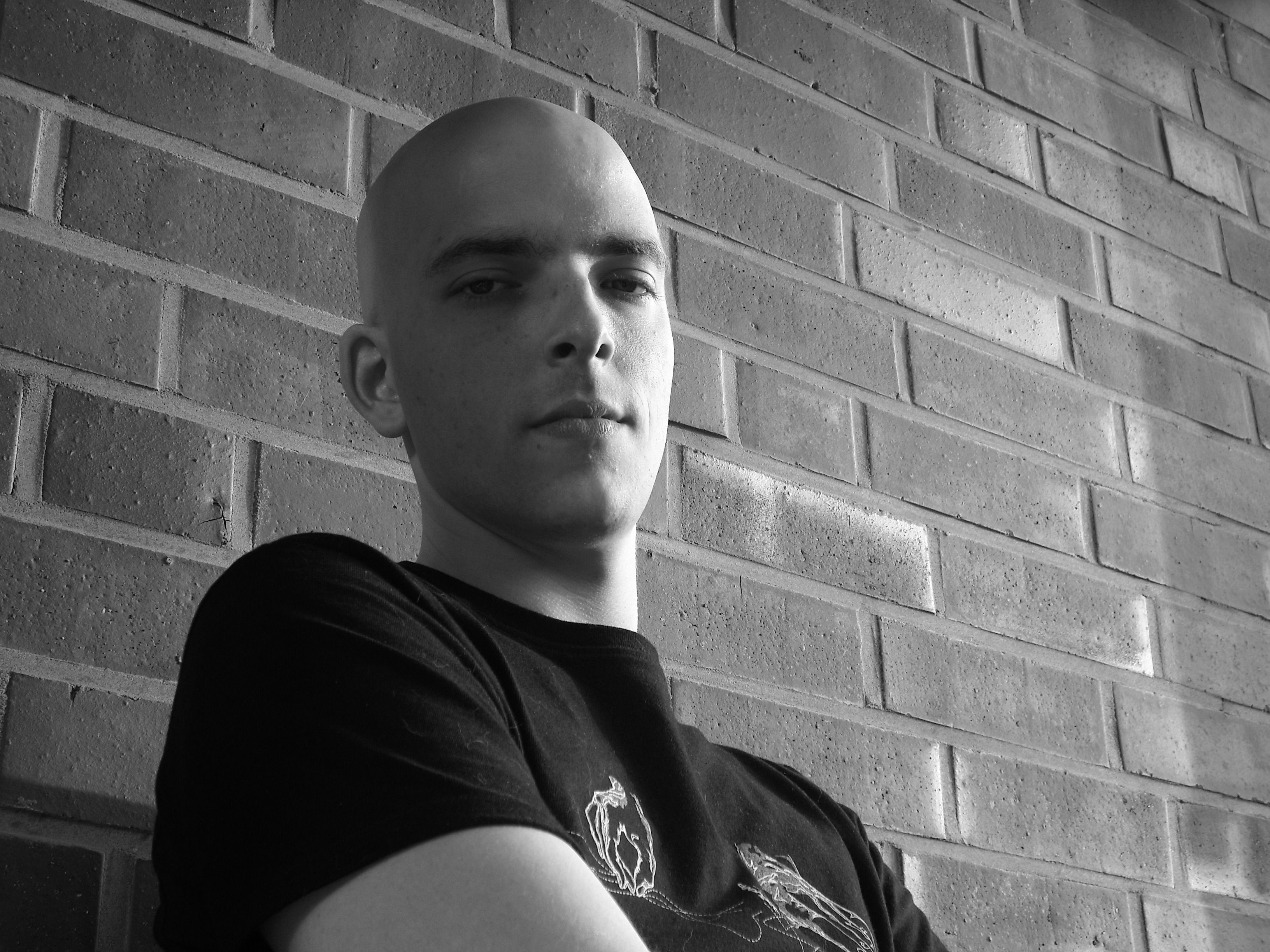
Robin Clark in mei 2009

Robin Clark (Oldenburg, 6 april 1982; eigenlijk Tobias Hartmann) is een Duits hardstyle-dj en muziekproducent. Hij staat onder contract bij Sam Punks platenlabel Steel Records en treedt ook op onder de naam Coakz, Bazzface en RC Project.

## Leven
Als kind speelde Hartmann al drums en keyboard. Zijn eerste platenspeler kocht hij in 2001 en in 2002 had hij zijn eerste grote optreden. Hij heeft vanaf 2004 zijn eigen wekelijkse programma Hardbeats, een vast programma bij webradio Techno4ever.net.
Hartmann produceert vanaf 2004 zijn eigen nummers. Zijn eerste single verscheen in 2005 onder de naam Bazzface. In het jaar 2006 verscheen zijn eerste single als Robin Clark. In 2007 verscheen samen met Sam Punk, de sampler Hardbeatz Vol. 9 met een paar nummers van Hartmanns andere naam.
Hartmann studeert Bachelor of Arts Social Work (BA SA).

## Discografie

### Singles
- 2005 Bazzface - Move It

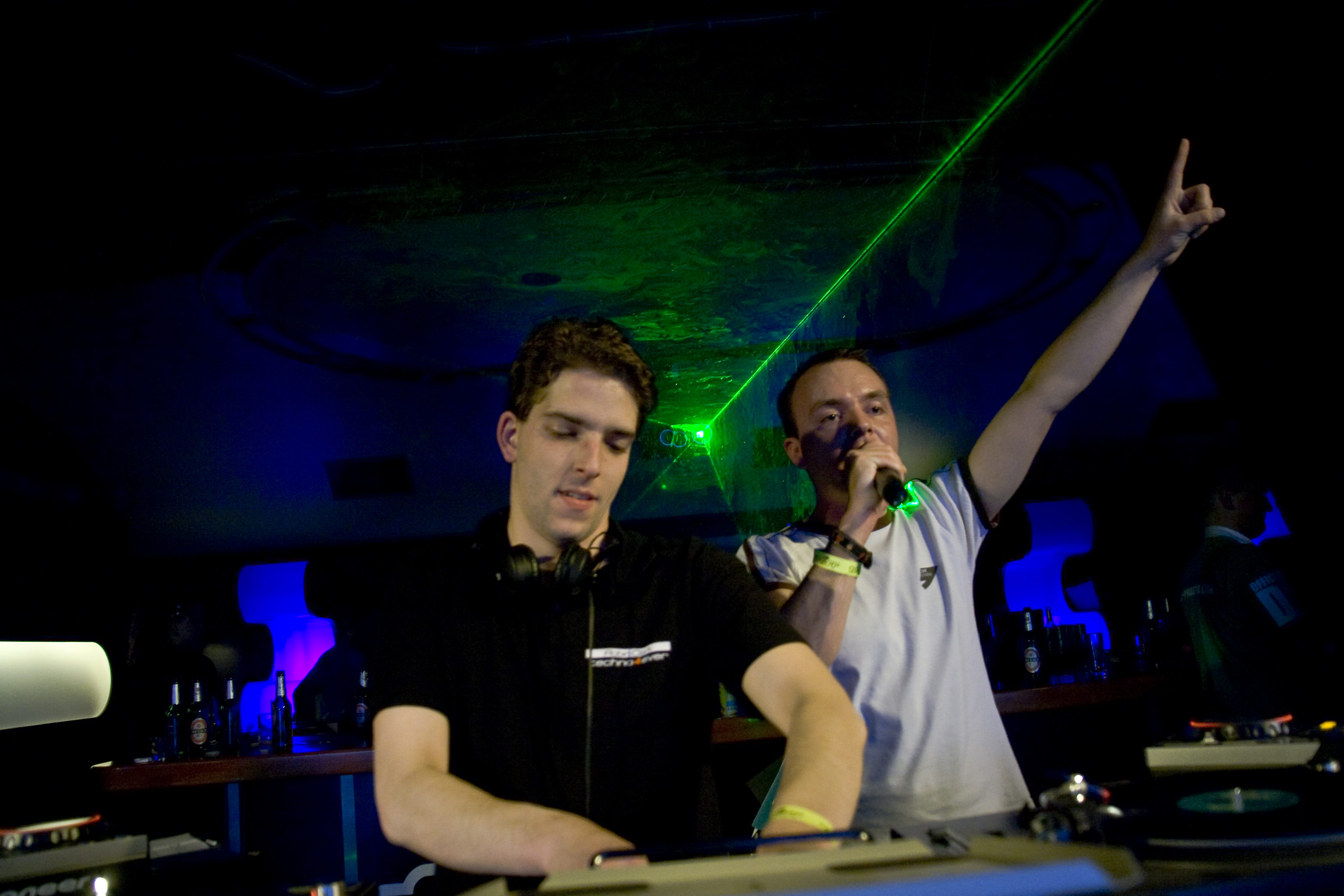
Robin Clark op Techno4ever.net Birthday Rave 2008

- 2006 Robin Clark - No One Knows (The Phuture)
- 2007 Robin Clark - F.T.T.O.
- 2007 Sam Punk - Hardbazz is Back (Produced by Robin Clark aka John Tox)
- 2010 Robin Clark - Next Level EP
- 2010 Robin Clark - Level 2 EP
- 2010 Robin Clark & Sam Punk - I Like / Freeway
- 2010 Robin Clark & Sam Punk - Save US / CYB
- 2010 Robin Clark - 2 Da Klub
- 2012 Agoric - Go
- 2012 Agoric Ft. Stephey- Without You
- 2012 Agoric - My Feelings
- 2013 Agoric Meets Ben West - WhazzUp?! (Free Release)
- 2013 Agoric - Molicious EP
- 2014 Agoric - Sa-X

### Remixen
- 2005 The Lyricalteaser - 2 Hardcore Eyes (Robin Clarks Hardclub Remix)
- 2005 Wheels Of Steel - Chemical Overdose (Robin Clark Remix)
- 2005 Sonic Ti - In My Head (Robin Clark Remix)
- 2006 Sam Punk - Drugstore Cowboy (Robin Clark Remix)
- 2006 Sam Punk - L.S.D. Jesus / El Commandante - El Commandante (Robin Clark Remix)
- 2007 D-Style - Gone (Robin Clark Rmx)
- 2007 Sam Punk And Weichei Pres. Kanakk Attakk - Marijuana (Robin Clarkz Jump Mix)
- 2007 Stylez Meets Tonteufel - Third Strike (Robin Clarkz Bazz Mix)
- 2007 Bazzpitchers - We Are One (Robin Clark Rmx)
- 2008 Doom Jay Chrizz - Lost In Space (Robin Clark Rmx)
- 2009 RobKay & Snooky - Carry On (Wayward Son) (Robin Clark Remix)
- 2010 Sam Punk pres. Ricardo DJ - Badboy (Robin Clark Remix)
- 2010 Sam Punk pres. Ricardo DJ - Wanna Be On XTC (Robin Clark Remix)
- 2010 Sam Punk pres. The Instructor - Set Me Free (Robin Clark Remix)
- 2010 Scoon & Delore Vs. Future Breeze - Temple Of Dreams (Robin Clark Remix)
- 2010 Indeep vs. Jochen Miller - Last Night A DJ Lost My Connection (Robin Clark Remix)
- 2011 Crucial Value – Convention Of The Harder Style (Robin Clark Remix)
- 2012 Mike Molossa meets Wavepuntcher - Celebrate Your Chance (Robin Clark Remix)
- 2012 Ben West - 4 Electronic Love (Agoric Remix)
- 2012 Ben West - Clubstyle Party (Agoric Remix)
- 2013 E-Partment - U Sure Do (Agoric Remix)